# U-18-Fußball-Europameisterschaft der Frauen 1999
Die 2. U-18-Fußball-Europameisterschaft der Frauen wurde in der Zeit vom 3. August bis 7. August 1999 in Schweden ausgetragen. Die gastgebende Mannschaft wurde zum ersten Mal Europameister. Spielberechtigt waren Spielerinnen, die am 1. Januar 1981 oder später geboren wurden. Deutschland konnte sich im Gegensatz zu Österreich, der Schweiz und Titelverteidiger Dänemark für die Endrunde qualifizieren. 

## Modus
Die vier qualifizierten Mannschaften spielen eine Runde nach dem Modus jeder gegen jeden. Die punktbeste Mannschaft ist Sieger. Bei Punktgleichheit entscheidet der direkte Vergleich.

## Austragungsorte
Die Endrunde wurde in Åhus, Bromölla und Kristianstad ausgetragen.

## Finalrunde
| Pl. | Land        | Sp. | S | U | N | Tore    | Diff. | Punkte |
| --- | ----------- | --- | - | - | - | ------- | ----- | ------ |
| 1.  | Schweden    | 3   | 2 | 0 | 1 | 004:400 | ±0    | 06     |
| 2.  | Deutschland | 3   | 2 | 0 | 1 | 004:200 | +2    | 06     |
| 3.  | Italien     | 3   | 1 | 1 | 1 | 003:300 | ±0    | 04     |
| 4.  | Norwegen    | 3   | 0 | 1 | 2 | 002:400 | −2    | 01     |

|                                |   |             |     |
| 3. August 1999 in Åhus         |   |             |     |
| Deutschland                    | – | Norwegen    | 2:1 |
| Schweden                       | – | Italien     | 1:3 |
| 5. August 1999 in Bromölla     |   |             |     |
| Deutschland                    | – | Schweden    | 0:1 |
| Norwegen                       | – | Italien     | 0:0 |
| 7. August 1999 in Åhus         |   |             |     |
| Italien                        | – | Deutschland | 0:2 |
| 7. August 1999 in Kristianstad |   |             |     |
| Norwegen                       | – | Schweden    | 1:2 |